# Horná Roveň
Horná Roveň je přírodní památka v oblasti Poľana.
Nachází se v katastrálním území města Banská Bystrica v okrese Banská Bystrica v Banskobystrickém kraji. Území bylo vyhlášeno či novelizováno v roce 1991 na rozloze 1,5100 ha. Ochranné pásmo nebylo stanoveno.